# Гуарилья, Рикардо
Рикардо Гуарилья (итал. Riccardo Guariglia; род. 29 марта 1961, Чикаго) — итальянский политик и дипломат. Генеральный секретарь МИД Италии (с 2023).

## Биография
Родился 29 марта 1961 года в Чикаго в неаполитанской семье. В 1983 году окончил факультет экономики и торговли Римского университета.
С 1985 по 1989 год работал в службе институциональной прессы и коммуникации МИД Италии.
С 1989 по 1992 год являлся первым секретарём посольства Италии в Египте.
С 1992 по 1996 год являлся консулом Италии в Брюсселе (Бельгия).
С 1996 по 2000 год являлся советником Генерального директората по политическим вопросам, заместителем начальника департамента Балканских стран МИД Италии.
С 2000 по 2004 год являлся первым советником представительства Италии в НАТО (Брюссель).
С 2004 по 2008 год являлся советником посольства Италии в Бразилии.
С 2008 по 2011 год являлся заместителем генерального директора по ЕС, директором по ЕС МИД Италии.
Посол Италии в Польше (2011—2014).
С 2014 по 2018 год являлся главой дипломатического протокола Италии.
С июня 2018 по сентябрь 2019 года являлся главой кабинета министра иностранных дел Италии Энцо Моаверо-Миланези.
Посол Италии в Испании и Андорре (май 2020 — 2023).
С 6 марта 2023 года является генеральным секретарём МИД Италии.

## Награды
- Кавалер Большого креста ордена «За заслуги перед Итальянской Республикой» (2021)
- Кавалер Большого креста ордена Звезды Италии (2018)
- Кавалер Большого креста ордена «За верную службу» (2018, Румыния)[1]
- Великий офицер ордена Трёх звёзд (2018, Латвия)[2]